# Pip Pellens
Pip Pellens, née le 30 octobre 1993 à Utrecht, est une actrice, doubleuse et chanteuse néerlandaise.

## Filmographie

### Cinéma
- 2007 : Marathon Girl : Tanja
- 2009 : First Mission : Lies
- 2012 : De verbouwing de Will Koopman : Marije
- 2013 : Verliefd op Ibiza (nl) : Maartje
- 2014 : Hartenstraat (nl)	: Klant van Daan
- 2014 : De Blauwe Bank : Micks vriendin
- 2015 : Armada : Klaartje
- 2015 : Fashion Chicks : Tiffany
- 2016 : Soof 2 (nl) : Doeka
- 2017 : Tuintje in mijn hart (nl)	: Wonnie

### Téléfilms
- 2005 : Costa! (nl) : Jenny
- 2005 : Bitches (nl) : Tayra
- 2006-2008 :Keyzer & De Boer Advocaten : Lisette de Zwaan
- 2006 : IC: Zoë Vermaas
- 2006 : Shouf Shouf! (nl)	: Meisje
- 2010 : Flikken Maastricht: Belle Lindemans
- 2011-2012 : Naranjina en de kadekapers :Fien
- 2012 : On tour : Karo
- 2010-2017 : Goede tijden, slechte tijden : Wiet van Houten
- 2016 : De Ludwigs (nl) : Sophie Sagatorius
- 2018 :Zomer in Zeeland (nl) : Fenna Mulder

### Doublage
- 2004 : Le Pôle express de Robert Zemeckis : Sarah
- 2004/2007 :	Ned's SurvivalGids (nl): Suzie Crabgrass
- 2006 : Kerst met Linus : Viktoria
- 2009 : The Suite Life of Zack & Cody de Danny Kallis et Jim Geoghan : Barbara Brownstein
- 2009 : Hannah Montana: The Movie de Peter Chelsom : Hannah Montana
- 2010 : Moi, moche et méchant :Margo
- 2010-2013 : Shake It Up de Chris Thompson : Cecelia "Cece" Jones
- 2012 : Frenemies de Daisy Mayer : Avalon
- 2012-2014 : Avatar de James Cameron : Korra
- 2013 : Despicable Me 2 de Pierre Coffin et Chris Renaud : Margo
- 2010 : Inazuma Eleven : Silvia Woods
- 2014 : The Lego Movie de Phil Lord et Chris Miller : UniKitty
- 2014 : Infamous Second Son: Fetch
- 2014 : Infamous First Light : Fetch
- 2015 : Evermoor : Bella Crossley
- 2015 : Cinderella de Kenneth Branagh : Drizella
- 2016 : Star VS De Krachten Van Het Kwaad: Star Butterfly
- 2016 : Voltron: Legendarische beschermer	Pidge
- 2017 : Smurfs: The Lost Village de Kelly Asbury : Smurfin
- 2018 : Incredibles 2 : Voyd

## Discographie

### Singles
- 2012 : Gaan (sorti le 1er mars 2012)
- 2012 : 1 Kus (sorti le 27 mai 2012)